# Élections législatives polonaises de 1919
Les élections législatives polonaises du 26 janvier 1919 sont les premières élections de la Deuxième République. Elles se déroulent selon le principe du suffrage universel et de la représentation proportionnelle. Elles sont directes et à bulletin secret. Le droit de vote est accordé aux femmes et aux hommes âgés de 21 ans et plus.

## Contexte
Depuis la fin du XVIIIe siècle, l’ancien royaume de Pologne est partagé entre trois empires : l’Allemagne, l’Autriche‑Hongrie et la Russie. Leur chute, à la fin de la Première Guerre mondiale, rend possible la création d’une Pologne unifiée et indépendante, confirmée par le traité de Versailles. Cependant, le nouvel État, qui espère renaitre dans ses frontières historiques, doit relever de nombreux défis. À l’ouest, le tracé de sa frontière avec l’Allemagne est particulièrement complexe et nécessite l’intervention de la Société des Nations. À l’est, la Pologne affronte la Russie soviétique, qui souhaite étendre la révolution de 1917 en s’appuyant sur les communistes polonais.
En 1919, les frontières du nouvel État polonais ne sont pas encore clairement établies. Elles ne le seront qu'en 1921 au terme des guerres de frontières. Le cœur de la nouvelle république est alors constitué par la Pologne centrale (Varsovie, Lublin) et Galicie occidentale (Cracovie). Ses frontières orientales ne sont pas fixées en raison des guerres civiles consécutives à la Révolution d'Octobre, et des mouvements indépendantistes en Ukraine et en Biélorussie. Les combats se déroulent pour plusieurs régions à l'est et au sud .

## Organisation
La principale tâche du gouvernement polonais formé en novembre 1918, est d'organiser des élections législatives pour envoyer un signal fort aux puissances préparant la conférence de Versailles. C'est le premier ministre socialiste Jędrzej Moraczewski qui définit les contours législatifs du nouveau scrutin électoral, publiés le 20 novembre 1918. Par le décret du 28 novembre 1918 du chef de l’État Józef Piłsudski, la proposition de Moraczewski devient la loi électorale en Pologne. La date des élections universelles, proportionnelles, directes par le vote à bulletin secret de toutes les femmes et les hommes âgés de 21 ans et plus, est fixée au dernier dimanche de janvier 1919.
L'annexe à la loi électorale définit également la carte électorale du pays. Bien entendu, les élections ne peuvent se produire que dans les zones contrôlées par le gouvernement à Varsovie alors qu'une bonne partie des territoires mentionnés dans l'ordonnance n'est pas encore sous contrôle polonais en janvier 1919. La signification politique de cette carte s'avère d'autant plus importante.
Elle prévoit des circonscriptions sur le territoire de l'ancien Royaume du Congrès et du district de Białystok (34 circonscriptions, 241 sièges), Silésie de Cieszyn (2 circonscriptions, 11 sièges), Galice orientale avec Cracovie (10 circonscriptions, 69 sièges), Galice orientale avec Lwów (13 circonscriptions, 93 sièges) et l'ancienne partition prussienne (11 circonscriptions, 112 sièges).
La reconnaissance de Cieszyn Silésie comme terre polonaise où doivent se tenir les élections à la Diète polonaise provoque l'invasion tchécoslovaque du 23 janvier 1919. La Silésie de Cieszyn sera départagée en juillet 1920.
Certaines circonscriptions comme Opole, Olsztyn, Bytom ou Gdańsk ne seront jamais à l'intérieur des frontières de la deuxième République polonaise. Gdańsk sera plus tard proclamée Ville libre. Le vote n'a donc lieu que dans la plupart des régions de l'ancien Royaume du Congrès et dans la Petite-Pologne. Cependant, cela ne signifie pas que la Poméranie, la Grande-Pologne, la Silésie et les régions frontalières orientales ne sont pas représentées à la Diète. Plusieurs dizaines d'anciens députés polonais Reichstag allemand et au Reichsrat autrichien s'expriment en leur nom. Ensuite, au fur et à mesure que les régions se retrouvent sous l'autorité polonaise, des élections partielles y sont organisées. En mars 1922, après que Vilnius rejoint la Pologne, 20 députés du Sejm de Lituanie centrale rejoignent la Diète polonaise. Ainsi, la Diète chargée d'élaborer la constitution du nouvel État compte finalement 442 députés.
Pour les habitants de l'ancienne partition russe, ces élections sont une véritable école de démocratie. Les élections à la Douma russe, organisées pour la première fois en 1906, étaient éloignées des standards démocratiques occidentaux.

## Participation
Le taux de participation est compris entre 70 % et 90 %.

## Résultats

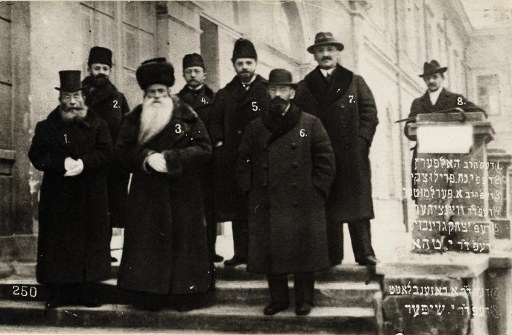
Représentants juifs à la Diète en 1920 (1) Rabbi Mojsze Eli Halpern, (2) Noach Pryłucki, (3) Rabbi Abraham Cwi Perlmutter, (4) Berek Wajncier, (5) Yitzhak Gruenbaum, (6) Ozjasz Thon, (7) Jerzy Rosenblatt, (8) Ignacy Schiper.

Le Comité électoral national des partis démocratiques, une alliance des partis de droite formée par le Parti national-démocrate de Roman Dmowski et ses partenaires de la coalition, remporte plus de 41 %.
Le parti modéré de gauche PSL-Wyzwolenie (Parti paysan polonais-Libération) se place deuxième avec près de 23 % de suffrages. Avec seulement 9 % des votes, le Parti socialiste polonais subit un échec cuisant. C'est un choc pour les militants socialistes polonais qui ont pourtant défini le cadre démocratique du nouvel État. Même les femmes, qui doivent leur droit de vote à la gauche, votent massivement pour les mouvements de droite.
Huit femmes sont élues : Gabriela Balicka, Jadwiga Dziubińska, Irena Kosmowska, Maria Moczydłowska, Zofia Moraczewska, Zofia Sokolnicka, Franciszka Wilczkowiakowa et, dans le cadre des élections partielles de 1920 : Anna Anastasia Piasecka. Les femmes députés ne représentent que 2 % de la Diète, elles sont issues de presque tous les partis politiques - des socialistes à la démocratie nationale.

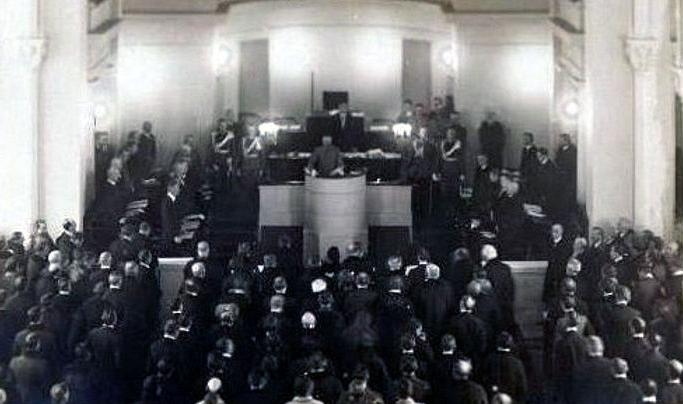
Józef Piłsudski ouvre la première session du Sejm polonais le 10 février 1919.

La première Diète polonaise, Sejm en polonais, comprend relativement peu de représentants des minorités ethniques. Les partis juifs n'y placent que 8 députés. Les communistes boycottent les élections.
La première session historique de l'Assemblée constituante a lieu le 10 février 1919 dans les locaux d'une ancienne école pour filles située rue Wiejska autour desquels pousseront de nouveaux bâtiments pour accueillir tous les parlementaires.
L'aîné des députés, Ferdinand Radziwiłł, 85 ans, est désigné son président et jusqu'à l'élection à ce poste de Wojciech Trąmpczyński.
Dès la première session, le Sejm approuve plus de deux cents décrets du chef d'État. Dix jours plus tard, le 20 février 1919, les députés adoptent par acclamation la Petite Constitution qui, pendant plus de deux ans, définira les pouvoirs publics polonais et leurs modes de fonctionnement, en attendant l'act définitif.
Malgré le chaos politique et la situation économique désastreuse, le 17 mars 1921, le Sejm adopte la loi fondamentale du pays connue sous le nom de Constitution de Mars.

## Sources
- (en) Cet article est partiellement ou en totalité issu de l’article de Wikipédia en anglais intitulé « Polish legislative election, 1919 » (voir la liste des auteurs).